# ابراهیم سنگره (بازیکن فوتبال فرانسوی)
ابراهیم سنگره (انگلیسی: Ibrahim Sangaré؛ زادهٔ ۱۵ مارس ۱۹۹۴) بازیکن فوتبال اهل فرانسه است.
از باشگاه‌هایی که در آن بازی کرده‌است می‌توان به باشگاه فوتبال اوسر اشاره کرد.